# 若望-伯多祿·庫特瓦
若望-伯多祿·庫特瓦（法語：Jean-Pierre Kutwa；1945年12月22日—），是科特迪瓦籍天主教司鐸級樞機。也是阿比讓總教區總主教。

## 生平
庫特瓦生於1945年12月22日，科特迪瓦的Blockhauss。1964年10月2日，他進入阿尼亞馬的大神學院，在那裡他學習哲學和神學。他於1971年7月11日，在阿比讓總教區晉鐸。而在羅馬宗座傳信大學，在那裡他獲得了聖經神學博士學位。
2001年9月16日晉牧，並獲教宗若望保祿二世任命為加尼奧阿總教區總主教。2005年10月，他作為科特迪瓦的主教的代表參加了，在梵蒂岡的世界主教會議。直到2006年5月2日，由於貝爾納德·阿格雷樞機榮休，因此他在2006年6月18日接替成為阿比讓總教區正權總主教。2014年2月22日，被時任教宗方濟各任為司鐸級樞機。